# فرایند ولز
فرآیند ولز (Waelz) روشی برای بازیابی روی و سایر فلزات با نقطه جوش نسبتا پایین از ضایعات متالورژی پسماند لیچینگ و سایر مواد بازیافتی با استفاده از یک کوره دوار ( کوره waelz )است.
محصول غنی شده با روی به عنوان اکسید ویلز، و روی کاهش یافته به عنوان سرباره والس نامیده می شود .

## تاریخچه و شرح
ایده ی استفاده از کوره دوار برای بازیابی روی از طریق تبخیر حداقل به سال 1888 برمی گردد.  فرآیندی که به صورت پتنت توسط ادوارد ددولف در سال 1910 به ثبت رسید. متعاقباً، پتنت ددولف توسط Metallgesellschaft (فرانکفورت) با شرکت Chemische Fabrik Griesheim-Elektron به محصول علمی تبدیل شد، اما بدون این که به صورت یک محصول در حجم بالا مورد استفاده قرار گیرد.در سال 1923 Krupp Grusonwerk به طور مستقل فرآیندی را توسعه داد (1923)، به نام فرآیند Waelz (از آلمانی Waelzen ، اشاره ای به حرکت مواد در کوره). دو شرکت آلمانی بعداً با هم همکاری کردند و فرآیند بازاریابی را تحت نام Waelz-Gemeinschaft (به آلمانی انجمن Waelz) بهبود بخشیدند. 
این فرآیند در واقع خالص سازی پسماندها یا به نوعی تصفیه مواد حاوی روی است که در آن روی می تواند به شکل اکسید روی ، سیلیکات روی ، فریت روی، سولفید روی همراه با یک احیاکننده/سوخت کربن در داخل یک کوره دوار در دمای 1000  درجه سانتیگراد تا 1500 درجه سانتی گراد است. مواد خوراک کوره شامل ضایعات روی، شارها و احیاکننده (کک) معمولاً قبل از افزودن به کوره گلوله می‌شوند. فرآیند شیمیایی شامل کاهش ترکیبات روی به عنصر روی (نقطه جوش 907 درجه سانتیگراد) است که تبخیر می شود، که در فاز بخار آن ما اکسید روی را خواهیم داشت. اکسید روی از دودکش خروجی کوره توسط فیلترها / رسوبگرهای الکترواستاتیک / محفظه های رسوب گیری در فاز گازی و غیره جمع آوری می شود.  
اندازه کوره معمولاً 50 در 3.6 متر (164 در 12 فوت) طول / قطر داخلی است، با سرعت چرخش حدود 1 دور در دقیقه. گرد و غبار تصفیه شده ( اکسید Waelz ) با اکسید روی غنی شده است و یک محصول نهایی برای ذوب روی است، محصول جانبی کاهش یافته روی به عنوان سرباره Waelz شناخته می شود. ویژگی های کم اهمیت تر در این فرآیند ذخیره انرژی بالا و عدم بازیافت آهن (و سرباره غنی از آهن) است. این فرآیند همچنین سایر فلزات دیرگداز را در اکسید ولز جذب می کند، فلزاتی از قبیل سرب، کادمیوم و نقره.  ترکیبات هالوژن دار نیز در اکسید محصول نهایی وجود دارد. 
افزایش استفاده از فولاد گالوانیزه منجر به افزایش سطح روی در ضایعات فولادی شده است که به نوبه خود منجر به مقادار بیشتر ی از روی در گرد و غبار دودکش کوره قوس الکتریکی می شود - از سال 2000 فرآیند waelz به عنوان " بهترین فناوری موجود " برای گرد و غبار دودکش در نظر گرفته می شود. بازیابی روی، و این فرآیند در مقیاس صنعتی در سراسر جهان استفاده می شود. 
از سال 2014، فرآیند Waelz ترجیح داده شده یا پرکاربردترین فرآیند برای بازیابی روی روی از گرد و غبار کوره قوس الکتریکی (90٪) است. 
پتنت هم خانواده و نزدیک به فرایند ولز برای خالص سازی روی از پسماند در مقیاس آزمایشی شامل عملیات حرارتی چرخشی روی گلوله‌ای حاوی گرد و غبار ( Kimitsu works, Nippon Steel) است. فرآیند SDHL (Saage، Dittrich، Hasche، Langbein)،کارایی فرایند ولز را اصلاح کرده. و  "فرآیند DK" یک فرآیند کوره بلند اصلاح شده است که گرد و غبار آهن خام و روی (اکسید) را از گرد و غبار، پسماند و سایر ضایعات کوره بلند تولید می کند. و فرآیند PRIMUS کوره چند مرحله ای تبخیر روی است.

## = منابع
=
- Clay, J.E.; Schoonraad, G.P. (Aug 1976), "Treatment of zinc silicates by the Waelz Process" (PDF), Journal of the South African Institute of Mining and Metallurgy: 11–14
- Harris, William E. (1936), "The Waelz Process", AIME Transactions, 121 Metallurgy of Lead and Zinc: 702–720
- Stewart, Donald L. (Jr.), ed. (2000), "Fourth International Symposium on Recycling of Metals and Engineered Materials. Part 1", Proceedings of a Symposium organized by the Recycling Committee of the Extraction & processing Division of the Light Metals Division of TMS, 22-25 Oct 2000
- Antrekowitsch, Jürgen; Steinlechner, Stefan; Unger, Alois; Rösler, Gernot; Pichler, Christoph; Rumpold, Rene (2014), "9. Zinc and Residue Recycling",  in Worrell, Ernst (ed.), Handbook of Recycling: State-of-the-art for Practitioners, Analysts, and Scientists